# Оркестр Синаняна

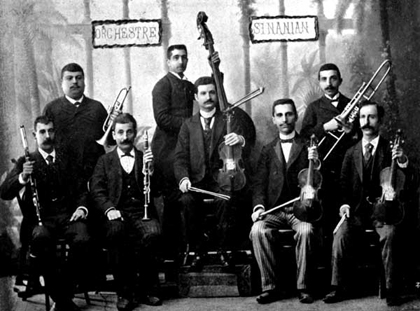
Оркестр Синаняна

Оркестр Синаня́на (Вірменський оркестр) — перший великий вірменський симфонічний оркестр, організований Григором Синаняном у 1861 році в Константинополі. Проіснував до 1896 року.
Був заснований як камерний ансамбль в складі 2 скрипок, контрабаса, флейти, кларнета і 2 тромбонів. Невдовзі число музикантів зросло до 15, а у 1888 році оркестр налічував 40 виконавців. Диригентом оркестру став син його засновника Арутюн Синанян. В репертуар оркестру входили італійські опери, французькі оперети, твори Бетховена, Моцарта, а також симфонічні твори вірменських композиторів — Тиграна Чухаджяна, Арутюна Синаняна.
З вивчення діяльності родини Синанянів й історії їх оркестру починала свою дослідницьку діяльність відома вірменська скрипачка і музикознавець Анаїт Цицикян.